# Konie w Wehrmachcie

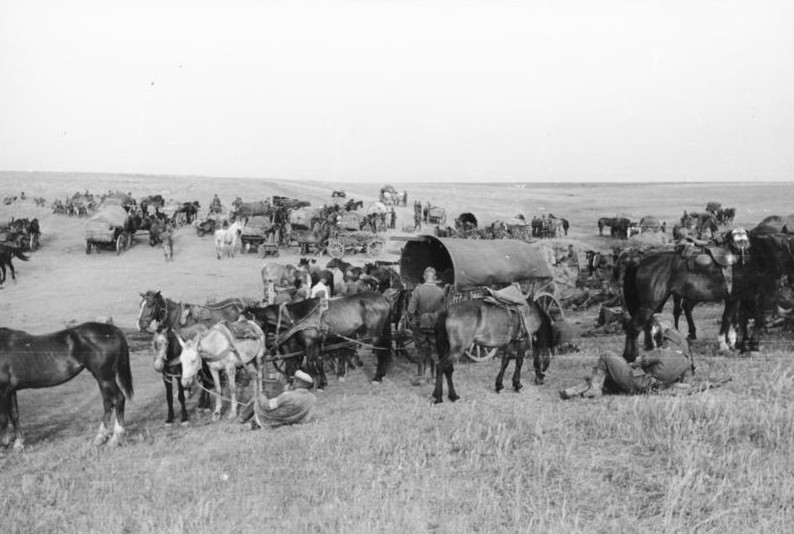
Konie i żołnierze Wehrmachtu podczas odpoczynku w stepie na południu Rosji (1942)

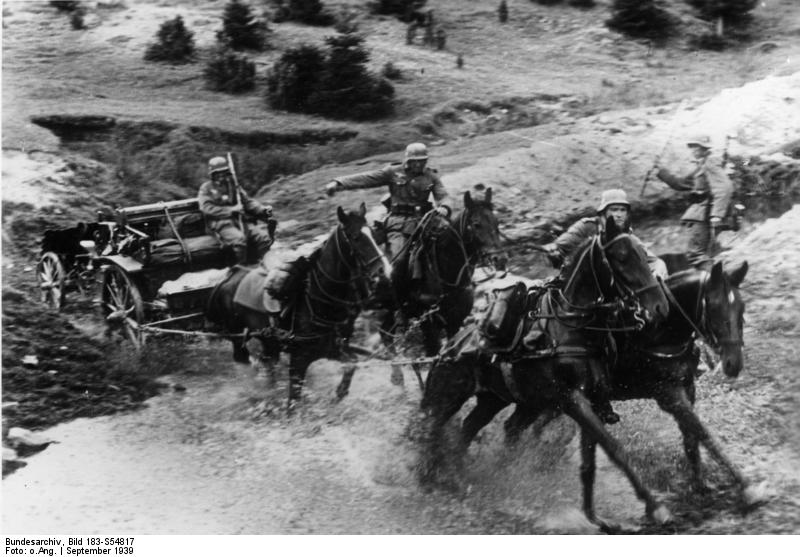
Niemiecka piechota podczas kampanii wrześniowej w Polsce (1939)

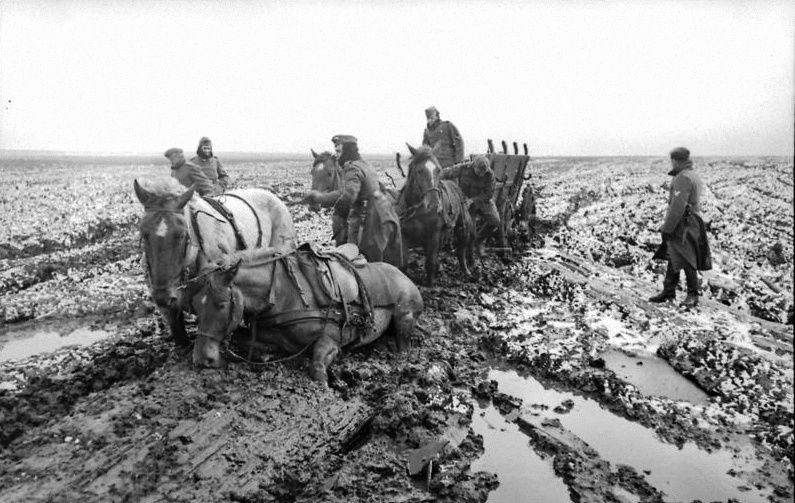
Rasputica – typowy widok na froncie wschodnim który dla Niemców a zwłaszcza dla ich koni był ogromnym problemem (Rosja, 1942)

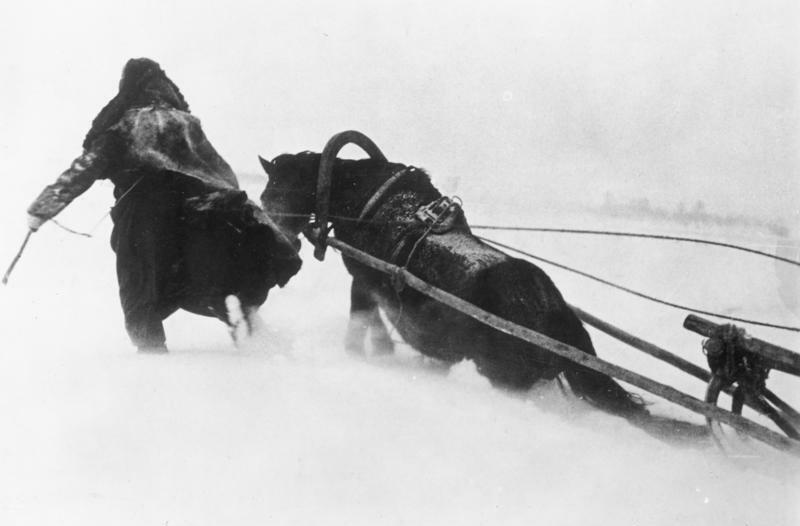
Koń w głębokim śniegu ciągnący zaopatrzenie (Białoruś, 1942)

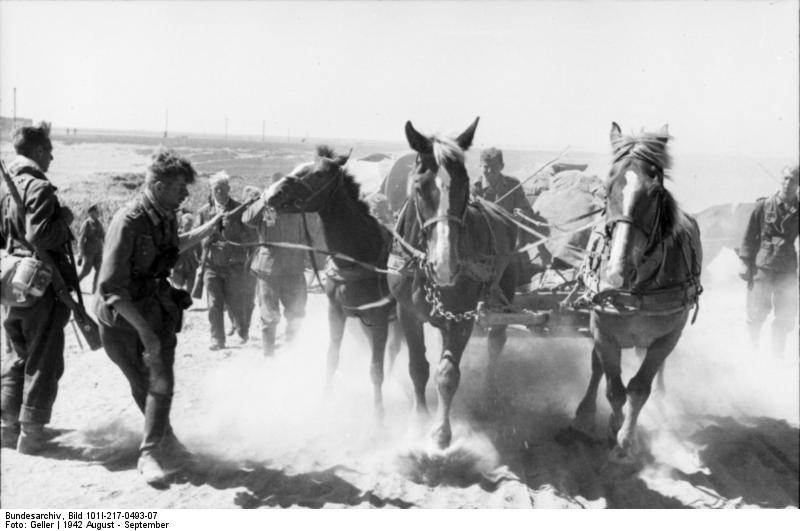
Niemieccy żołnierze z powozem konnym na piaszczystej drodze (Rosja, 1942)

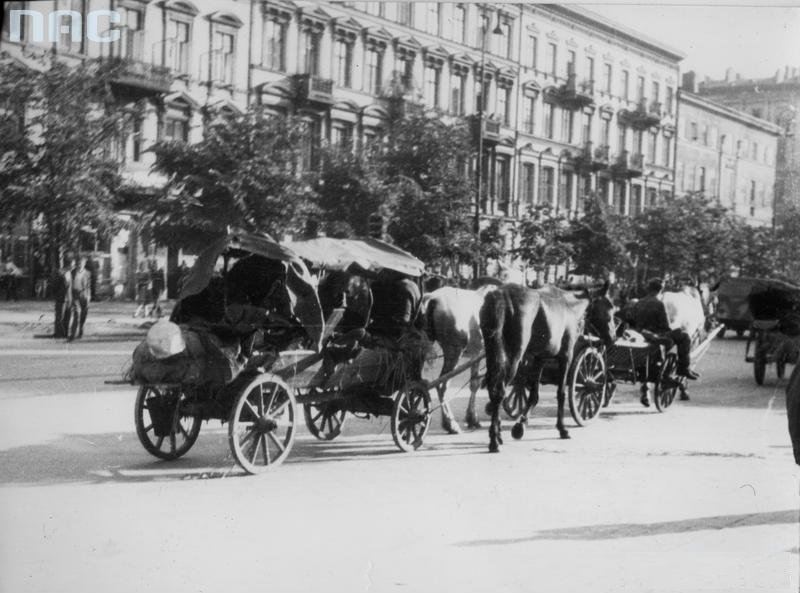
Resztki niemieckich oddziałów wycofujące się na zachód ulicami Warszawy (lipiec 1944)

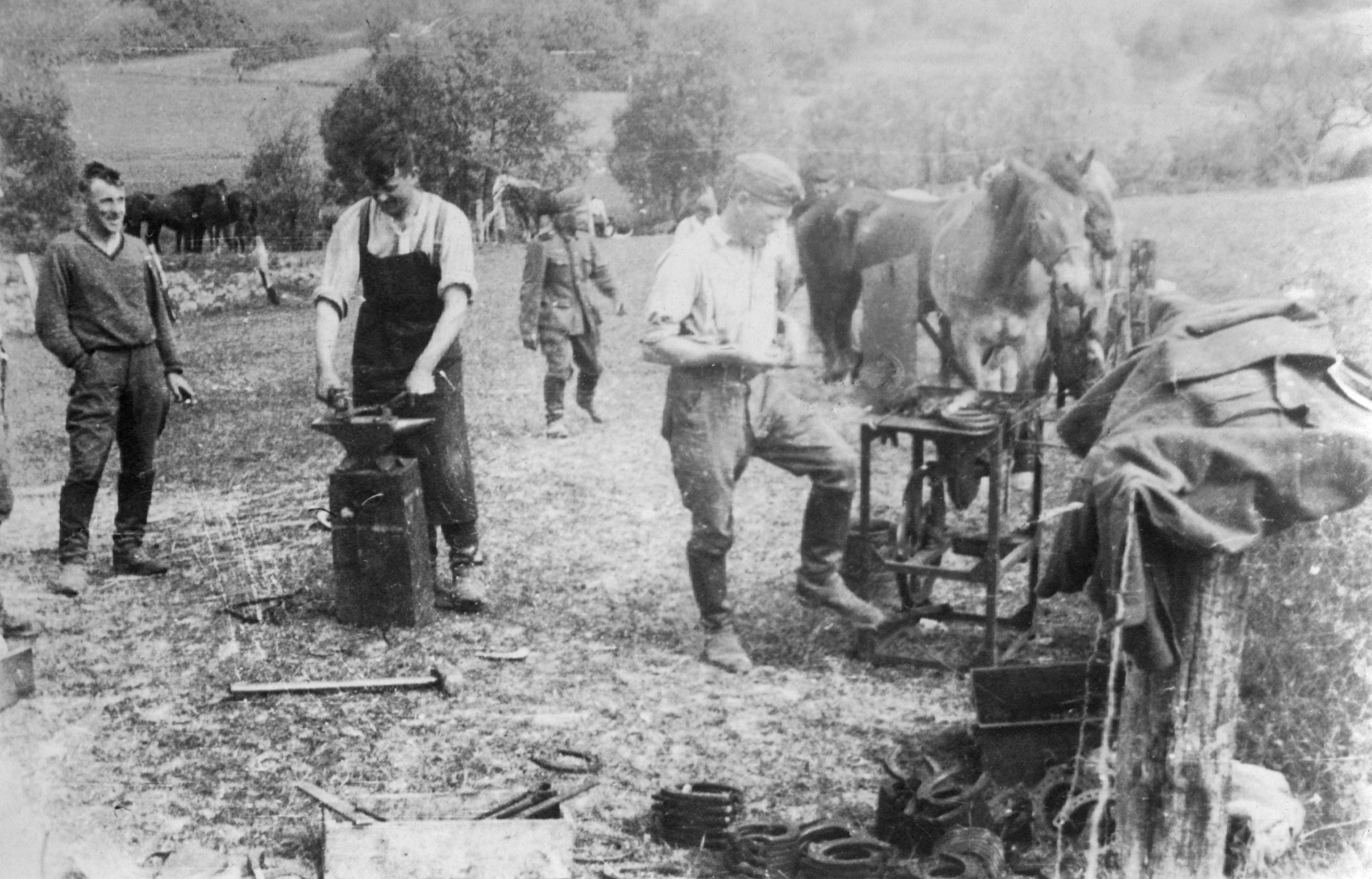
Polowa kuźnia Wehrmachtu (data i miejsce nieznane)

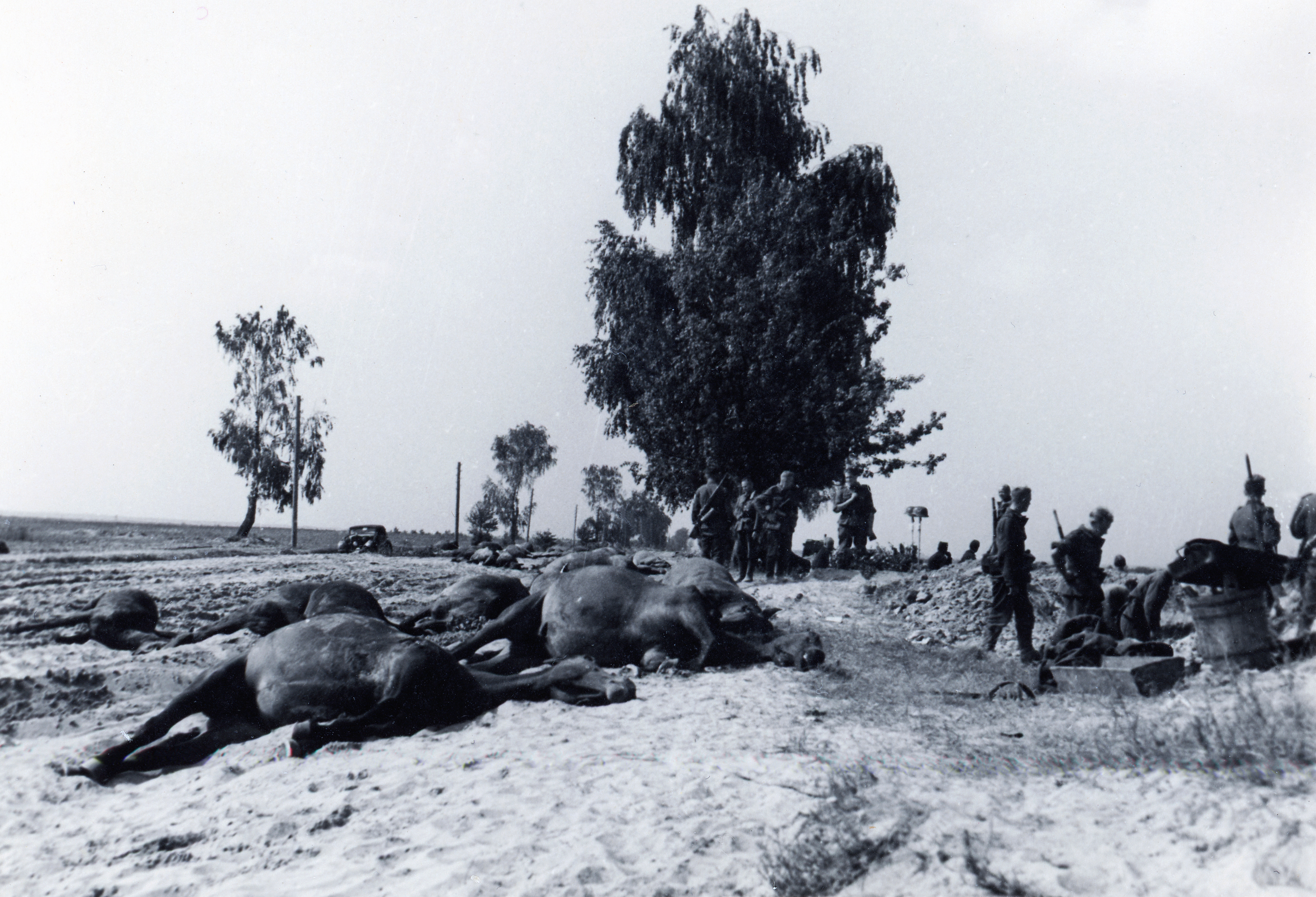
Martwe konie (Białoruś, 1941)

Konie w Wehrmachcie – konie w niemieckim Wehrmachcie były ważną częścią logistyki wojskowej, gdyż w swej masie niemieckie siły zbrojne nie były zmotoryzowane, co miało swoje względy techniczne, taktyczne i ekonomiczne.
Z dniem wybuchu II wojny światowej stan liczebny koni, w każdej dywizji piechoty Wehrmachtu wynosił między 4077 a 6033 zwierząt.

## Historia
W wojnie francusko-pruskiej (1870–1871) oddziały Armii Cesarstwa Niemieckiego wykazały swą szybkość dzięki przewadze swoich koni, zarówno jeśli chodzi o ich liczbę jak i przygotowanie wojskowe. Doświadczenia wyniesione z tego konfliktu wykazały niemieckiemu dowództwu, jak ważną rolę spełniają konie w szybkim transporcie żołnierzy i zaopatrzenia.
Zgodnie z postanowieniami traktatu wersalskiego podpisanego w czerwcu 1919 roku, Reichswehra miała 21 pułków piechoty, 7 pułków artylerii i 18 pułków kawalerii, przy czym pułki kawalerii utworzyły trzy dywizje kawalerii. Od października 1934 roku kilka pułków kawalerii trafiło do zmotoryzowanych oddziałów bojowych. Zreorganizowano je w pułki kawalerii (zmotoryzowane), a później w pułki strzelców, pułki pancerne i bataliony motocyklowe. Od lipca 1936 z pozostałych pułków kawalerii formowano nowe pułki. Były to nie tylko szwadrony kawalerii, ale także szwadrony rowerowe, pododdziały zmotoryzowane i jednostki rozpoznawcze o znacznie zwiększonej sile ognia. W 1939 w każdym okręgu wojskowym (poza okręgiem XVIII w Salzburgu) powstał pułk kawalerii. Ponadto istniała 1 Brygada Kawalerii z 1 i 2 Pułkami Kawalerii która przekształciła się w 1 Dywizję Kawalerii.
Poza tradycyjnymi niemieckimi jednostkami kawalerii już w 1941 powstały na froncie wschodnim pierwsze kozackie jednostki kawaleryjskie (Kosaken-Reiter-Regimenter), z których wiosną 1943 utworzono 1 Kozacką Dywizję Kawalerii a w 1944 XV Kozacki Korpus Kawalerii SS pod dowództwem generała lejtnanta Helmutha von Pannwitza.  

## Zastosowanie
Do niemieckich sił zbrojnych wcielano konie które miały więcej niż cztery lata, były wyższe niż 135 centymetrów, nie były całkowicie ślepe oraz kulawe i nie cierpiały na poważne choroby. Konie były używane w kawalerii wojsk lądowych Wehrmachtu i Waffen-SS jako środek transportu dla piechoty i kadry oficerskiej oraz w niektórych przypadkach przez gońców z meldunkami. Wykorzystywano je także jako zwierzęta pociągowe, zwłaszcza w artylerii i wojskach zaopatrzeniowych, ale również przez oddziały rozpoznawcze Wehrmachtu i Waffen-SS. Bezinteresownemu poświęceniu koni dedykowany był krótki wiersz, stworzony wówczas w Wehrmachcie: 

Karmił się wtedy gnijącą strzechą
I nadal głodował, towarzysz koń,
Ranny, odmrożony, zraniony ogniem
W naszych sercach zostanie, towarzysz koń.

Koń czynił piechotę mobilną i umożliwiał zwiad wojskowy, holował ciężką broń i zaopatrzenie. W miarę postępu wojny pole działania tych zwierząt rozszerzyło się; dywizje zmotoryzowane i dywizje pancerne również musiały coraz częściej uciekać się do koni w celu zaopatrzenia i wsparcia. Liczba koni w takich dywizjach w 1942 wynosiła 1500. Nawet dywizje grenadierów ludowych tworzone od połowy 1944 wciąż miały w swoim składzie 1290 koni w porównaniu z 57 pojazdami silnikowymi zgodnie z etatem. Ostatecznie ograniczenia ekonomiczne spowodowały uzależnienie od koni. Niemiecki przemysł nigdy nie zdołał wyprodukować tylu pojazdów, ile byłoby potrzebne do pełnej motoryzacji. Do tego doszedł problem zaopatrzenia w paliwo, który już był problemem dla istniejącej liczby pojazdów. Oczekiwana długość życia konia na wojnie wynosiła około czterech lat, podczas gdy pojazdy mechaniczne ulegały awarii po roku.

## Liczebność i straty
Reichswehra posiadała w 1933 4 tysiące koni, a ich liczba w przedwojennym Wehrmachcie wzrosła do 170 tysięcy. Na początku inwazji na Polskę liczba koni w wyniku dodatkowych konfiskat wynosiła 573 tysiące. Dwa lata później na wojnę ze Związkiem Radzieckim dostarczono 750 tysięcy koni, nie tylko z remontów, ale też zdobycznych z państw okupowanych. W czasie II wojny światowej Wehrmacht wykorzystał łącznie 2,8 miliona koni.
Straty były duże bo zginęło 60–63% koni Wehrmachtu. Wiele zimnokrwistych koni niemieckich padło już pierwszej zimy podczas kampanii wschodniej i ich uzupełnienia wymagały dużych rekwirowań między innymi w Polsce. Szczególnie cenione były osobniki z domieszką krwi koni prymitywnych, na przykład konik polski, zwane Panjepferd, które okazały się najlepszym środkiem transportu na froncie wschodnim. Były odporne, silne i żywiły się tym, co znalazły w okolicy. Zdarzało się, że jadły słomę z dachów chłopskich chat. W pozbawionej maszyn kieleckiej fabryce SHL i w pobliskich zakładach drzewnych „Henryków” w marcu 1942 roku uruchomiono produkcję wozów konnych typu Pleskau (Psków) w wersji jedno- i dwukonnej z produkcją dzienną około 100 sztuk. Według wykazu Naczelnego Dowództwa Wojsk Lądowych (OKH) straty w niemieckich armiach polowych (w tym w dywizjach polowych Luftwaffe) za okres od 22 czerwca 1941 do 31 grudnia 1944 wyniosły około 30 tysięcy koni miesięcznie, ponad 90% z nich na froncie wschodnim, gdzie doszło do jednego z największych ubojów koni w dziejach ludzkości podczas radzieckiej operacji krymskiej. W momencie gdy Armia Czerwona zbliżała się do Krymu dowództwo niemieckiej 17 Armii nakazało zlikwidować 30 tysięcy koni, by te nie wpadły w ręce Sowietów. W pierwszym tygodniu maja 1944 do zatoki Siewiernaja przybyła kompania weterynaryjna 17 Armii. Każdy żołnierz miał własnoręcznie zastrzelić swojego konia, ale niewielu się na to zdecydowało, dlatego masakry dokonano w ten sposób że jeden żołnierz trzymał zwierzę za munsztuk a drugi przykładał karabin do ucha i pociągał za spust, po czym spychano martwego konia ze stromego wybrzeża i zrzucano 100 metrów w dół do zatoki. Gdy zaczynało brakować już czasu, Niemcy za pomocą karabinów maszynowych spędzili zwierzęta na skraj przepaści i strzelali dotąd, aż na górze nie pozostał ani jeden koń. Podczas bitwy stalingradzkiej oblężeni Niemcy z powodu braków w zaopatrzeniu, masowo zabijali konie „przerabiając” je na koninę.
Łączne straty Wehrmachtu od 22 czerwca 1941 wyniosły 1 558 508 koni. Ponadto co miesiąc na zwolnieniu chorobowym przebywało od 40 do 80 tysięcy koni, które zapadały między innymi na choroby serca, świerzb, babeszjozę, schorzenia morzyskowe i zołzy. Odpowiednio duża do takiej ilości zwierząt musiała być liczba lekarzy weterynarii i kowali, których w sumie wcielono do Wehrmachtu ponad 120 tysięcy; spośród wszystkich powołanych do armii weterynarzy do Niemiec powrócił co szósty.
Jak wynika z dokumentów w niemieckich archiwach, wszystkie rodzaje broni, łącznie z Luftwaffe i Kriegsmarine w dużej mierze polegały na zwierzętach pociągowych. Natomiast na froncie wschodnim dywizje piechoty, oraz piechoty zmotoryzowanej swoją mobilność zawdzięczały koniom w większej mierze niż pojazdom mechanicznym, które w ekstremalnych przypadkach stawały się wręcz balastem i były porzucane lub niszczone. Koń stał się również dla wielu żołnierzy ostatnią deską ratunku od śmierci głodowej, kiedy zamknięci w kotle zmuszeni byli do zjedzenia tych zwierząt.
II wojna światowa była konfliktem z najliczniejszym udziałem koni w dziejach ludzkości. Była to również wojna, w której po raz ostatni wykorzystano te zwierzęta na taką skalę. Wbrew obiegowym opiniom czasów dzisiejszych, również III Rzesza nie była tu wyjątkiem i w znacznym stopniu opierała swoje działania militarne na koniu. Wraz z trwaniem wojny zależność ta wręcz się pogłębiała.